# パシフィック・アフェアーズ

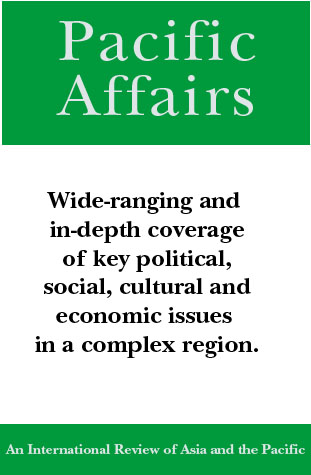
『パシフィック・アフェアーズ』1939年6月号の表紙

『パシフィック・アフェアーズ』（Pacific Affairs）は、1926年創刊のカナダの季刊学術雑誌である。

## 概要
専門はアジア太平洋地域における現代政治、経済、社会の諸問題に関する学問的研究であり、当該地域の研究誌としては歴史が古く、世界的に知られる存在である。査読制度がある。

## 歴史
『パシフィック・アフェアーズ』の前身誌は1926年5月、太平洋問題調査会（IPR）の不定期刊のニューズレター『ニューズ・ブレティン』（News bulletin）として発刊されたものであり、1928年5月になって現誌名に改称、月刊誌として正式に創刊された。1933年4・5月号から隔月刊、1934年からは季刊となり、現在に至っている。24巻3号からは副題として「極東・太平洋地域の国際評論誌」（An international review of the far east and pacific area）が付けられるようになった。
戦前期の著名な編集者としては、中国・中央アジア研究のパイオニアで1934年〜42年まで編集長を務めたオーウェン・ラティモア、および彼の後任編集長であるウィリアム・L・ホランドがいる。
本誌の発行母体であるIPRの方は1961年にジョセフ・マッカーシー米国上院議員など合衆国内の右派勢力の圧力をうけて解散したが、同年、編集部はニューヨークのIPR本部からカナダのバンクーバーにあるブリティッシュコロンビア大学に移転し刊行を継続した。現在、本誌の編集・刊行元は同大学のアジア研究センターに所在している。

## 編集の方針
『パシフィック・アフェアーズ』の編集委員会は編集長、副編集長、それからサイモンフレーザー大学、ビクトリア大学、ノーザンブリティッシュコロンビア大学、カナダ・アジア太平洋財団の代表者らによって構成されている。なお副編集長は、アジア全般、中国及び内陸アジア、日本、韓国、東南アジア、それからオーストロネシアおよび太平洋諸島を専門とする者がそれぞれ担当している。
『パシフィック・アフェアーズ』のオンライン購読はインジェンタ社によって電子的に提供されている。また購読者は1926年の発刊から刊行後4年が経過した号までのすべてをJSTOR上で利用することができる。
オリジナルな研究にもとづいた学術論文の他に、論文はよりは短い「展望」や、特集号にあわせた共通テーマのもとに一連の論文などを掲載している。近年の号ではアジアにおける民主化やコミュニケーション、日朝関係の現在、東アジアの地域協定などが扱われている。

## 書評
『パシフィック・アフェアーズ』は、毎号、アジア全般、中国及び内陸アジア、北東アジア、南アジア、東南アジア、オーストロネシア及び太平洋地域という区分で40から50本の書評を掲載している。社会科学や人文科学の著作は編集委員会から依頼された評者によって書評される。本誌はまた編集委員会によって依頼されたレビュー論文も掲載している。レビュー論文はある特定のテーマに関してさまざまな学者の見解を比較した、深みと広がりのある論文である。本誌は、頼んでもいない書評を載せることはない。
対象とする時代範囲の点で言うと、1860年代以前のテーマをあつかった著作は、それが現代の諸問題や理論に対して内容的に明らかに関係するか、分析上の関連がある場合を除いて、書評されることはない。